# Johann Gottfried Krause

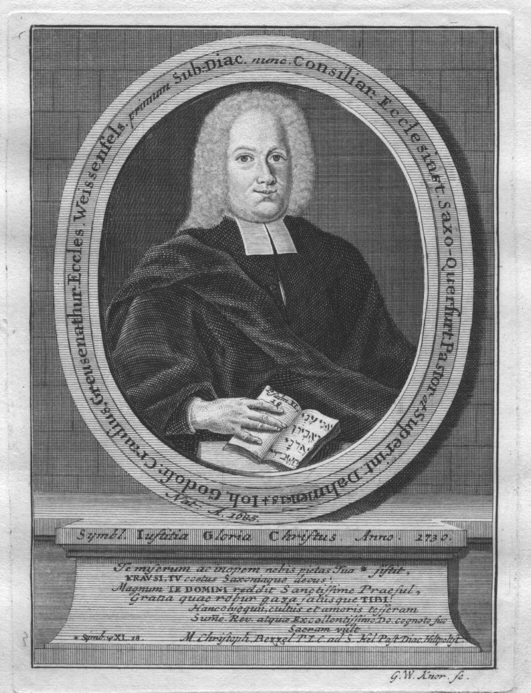
Johann Gottfried Krause

Johann Gottfried Krause (* 29. Juni 1685 in Greußen; † 25. September 1746) war ein deutscher Theologe und Kirchenlieddichter.

## Leben
Johann Gottfried Krause wurde am 29. Juni 1685 in Greußen als Sohn eines dortigen Schulleiters geboren. Im Alter von 17 Jahren bezog er das Augusteum in Weißenfels. 1704 schließlich bezog er die Universität Leipzig und wechselte drei Jahre später an die Universität Jena. Nachdem er sein Studium abgeschlossen hatte, wirkte er zunächst als Hauslehrer, ab 1717 dann als Diaconus in Weißenfels. Einen Ruf als Superintendent und erster Pfarrer nach Dahme/Mark erhielt er 1721. Als solchen ernannte man ihn später außerdem zum Sachsen-Querfurtschen Kirchenrat. 1746 erhielt er einen Ruf als Superintendent nach Lübben, bevor er diesen aber antreten konnte, verstarb er am 25. September im Alter von 61 Jahren an einem Schlaganfall.
Die dritte Auflage des Gesangbuchs Bad Langensalzas von 1719 beinhaltet sieben geistliche Lieder Krauses. 1716 gab er in Langensalza ein Gesangbuch heraus. Außerdem arbeitete er zu  Dahma an einem Gesangbuch, das kurz vor seinem Tod abgeschlossen wurde. Johann Gottlieb Horwein brachte zu Wittenberg 1764 die zweite Auflage des Gesangbuchs heraus. Auch hier finden sich einige Lieder Krauses; auch in späteren Gemeindegesangbüchern wurden sie aufgenommen.

## Werke
- Poetische Blumen bei Freuden und Trauerfällen. Langensalza 1716
- Auszug aus dem alten Dahmer Gesangbuche, Dahme/Mark, 1930 (Flämingheft 23, Hrsg. Max Wald)